# Flamenc rosat
L'àlic roig o flamenc rosat o simplement flamenc (Phoenicopterus roseus), és una espècie de flamenc que viu a Àfrica, sud-oest d'Àsia (incloent-hi Turquia), sud d'Àsia (regions costaneres de l'Índia) i sud d'Europa (Península Ibèrica, Grècia, Itàlia, Xipre i la regió de la Camarga). No se'n coneixen subespècies.

## Característiques
La seva alçada és de 120 a 150 cm, amb una envergadura alar semblant, es caracteritza pel seu plomatge rosat, que a les ales és sempre més intens i pot arribar a ser vermell, i amb les plomes primàries i secundàries de color negre. També són característiques les seves llargues potes i el seu llarg coll.

## Història natural
S'alimenten en llacs poc profunds, de vegades en bandades de més d'un milió d'exemplars i quan un membre del grup detecta perill, deixa d'alimentar-se i estira el coll i el cap cap amunt mentre crida, avisant així a la resta del grup.
Com tots els flamencs, aquesta espècie pon en un munt de fang, un sol ou blanc. La major part del plomatge és rosat-blanc, però sota l'ala és vermelló i les plomes de vol són negres. El bec és rosat amb la punta negra, i les potes són totalment rosades. El seu crit sembla el toc d'una botzina com el grall d'una oca.

## Distribució
Viu en zones aquàtiques d'Àfrica, del sud-oest d'Àsia (inclosa Turquia), del sud de l'Índia i del sud d'Europa (inclosa Xipre).
A la península Ibèrica viu a la llacuna de Fuente de Piedra, Doñana, Cap de Gata i Delta de l'Ebre. Altres poblacions importants es troben a la Camarga. Nombrosos flamencs procedents d'aquestes zones passen l'hivern i, de vegades gran part de la resta de l'any, a zones humides del nord d'Àfrica, com a Nador o a la desembocadura del Parc Nacional de Souss-Massa, al sud d'Agadir.

## Galeria

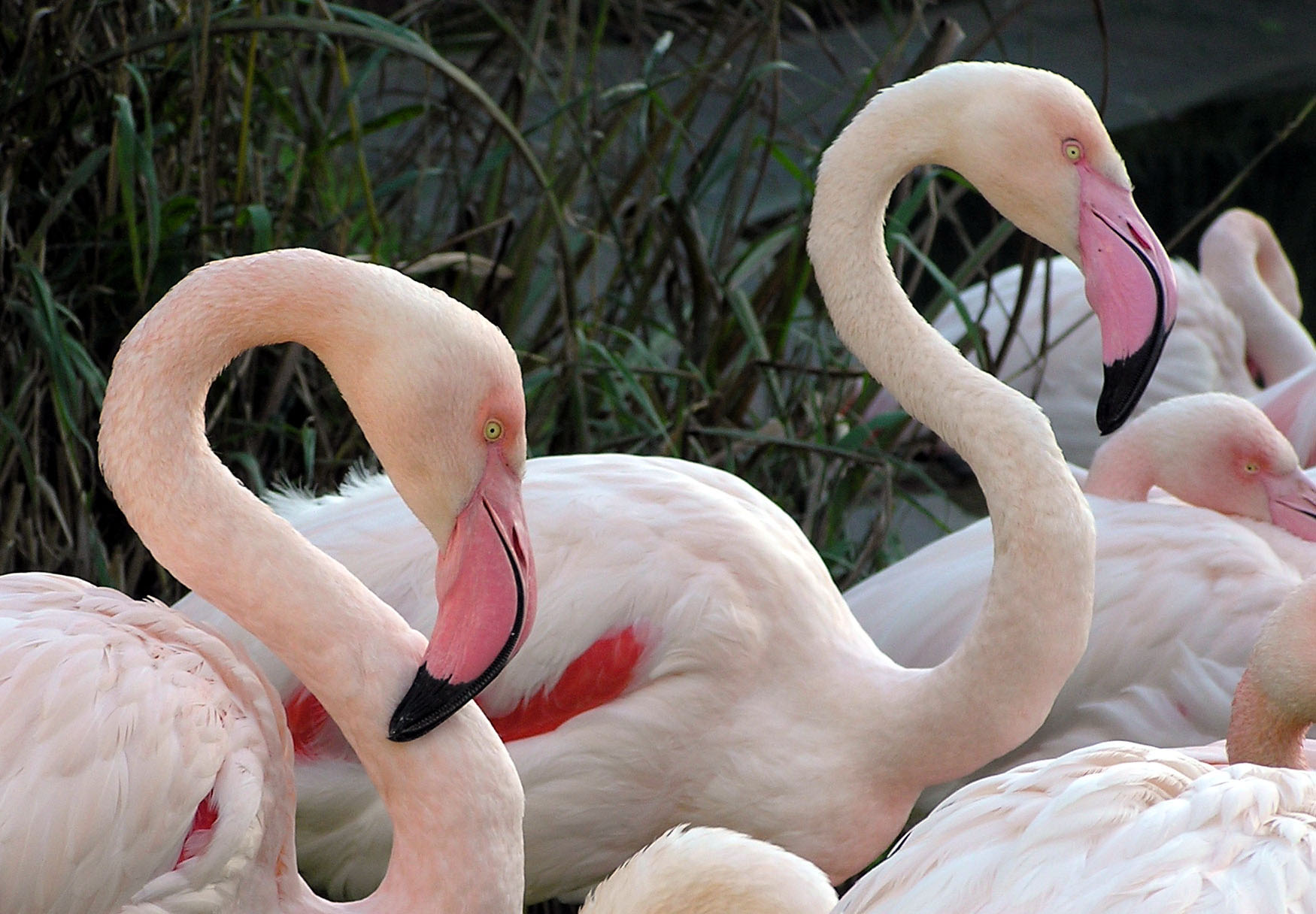
Dos grans flamencs vistos de prop.
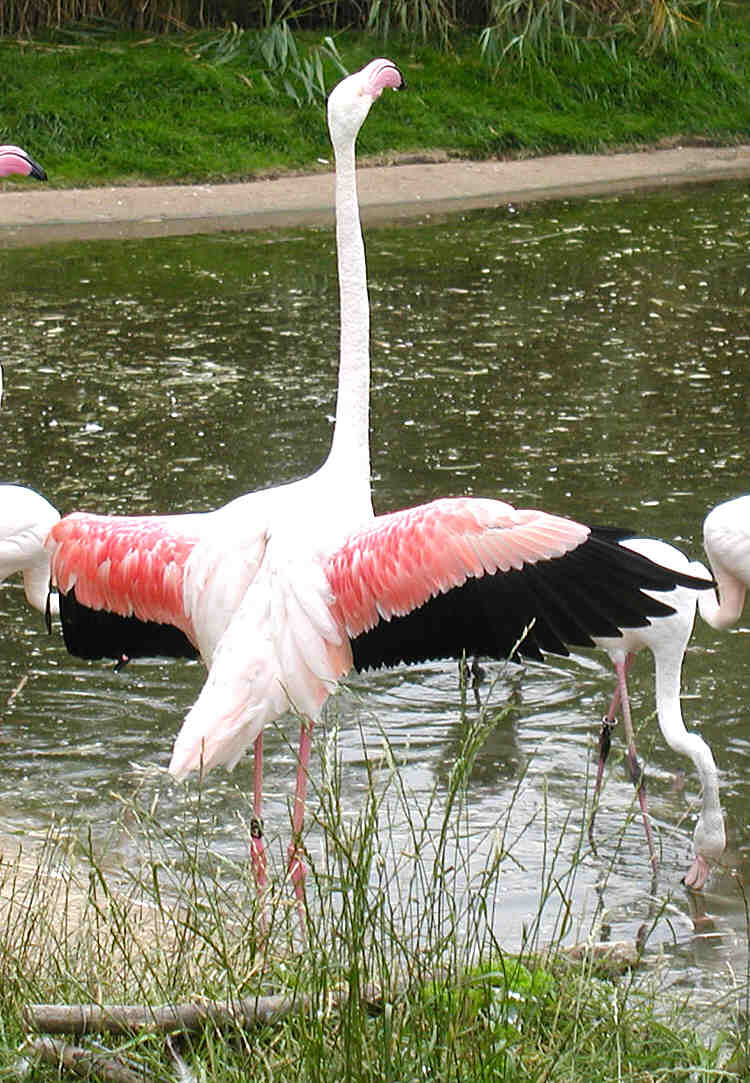
Un gran flamenc estira les seves ales.